# The Magic Position
The Magic Position är det tredje albumet av singer-songwriter Patrick Wolf. Albumet släpptes 26 februari 2007. Albumet innehåller samarbeten med Marianne Faithfull och Edward Larrikin, medlem i Larrikin Love. Albumet förleddes av singlarna "Accident & Emergency" och "Bluebells". Videoframträdanden av "Augustine" och "Bluebells" kan laddas ner gratis, tillsammans med äldre låtar och intervjuer, på Patrick Wolfs podcast i Itunes musikaffär.

## Låtlista
1. "Overture" - 4:40
2. "The Magic Position" - 3:53
3. "Accident & Emergency" - 3:17
4. "The Bluebell" - 1:11
5. "Bluebells" - 5:17
6. "Magpie" - 3:57
7. "The Kiss" - 1:05
8. "Augustine" - 4:19
9. "Secret Garden" - 1:49
10. "(Let's Go) Get Lost" - 3:17
11. "Enchanted" - 2:07
12. "The Stars" - 3:51
13. "Finale" - 1:57

## Itunes
1. "The Marriage" (bonus på Itunes)